# Zwierzaki
Zwierzaki − polski miesięcznik dla dzieci i młodzieży o tematyce zoologicznej. Wydawany był od grudnia 1991 (numer styczeń 1992) do końca 1999. Jego wydawcą było wydawnictwo Prószyński i S-ka. Przyczyną zaprzestania wydawania czasopisma była zmniejszająca się liczba czytelników. Ukazało się 96 numerów, czyli dokładnie 8 pełnych roczników pisma, od numeru styczeń 1992 do numeru grudzień 1999 r. 